# Курдюковська
Курдюковська (рос. Курдюковская) — станиця у Шелковському районі Чечні Російської Федерації.
Населення становить 2489 осіб (2019). Входить до складу муніципального утворення Курдюковське сільське поселення.

## Історія
Згідно із законом від 14 липня 2008 року органом місцевого самоврядування є Курдюковське сільське поселення.

## Населення
| 1878  | 1883  | 1926  | 1990  | 2002  | 2010  | 2012  |
| ----- | ----- | ----- | ----- | ----- | ----- | ----- |
| 850   | ↗885  | ↗1292 | ↗1838 | ↗2098 | ↗2164 | ↗2250 |
| 2013  | 2014  | 2015  | 2016  | 2017  | 2018  | 2019  |
| ↗2307 | ↗2358 | ↗2383 | ↗2413 | ↗2446 | ↗2472 | ↗2489 |